# 司書 (絵画)
『司書』（ししょ, 伊: Il Bibliotecario, 英: The Librarian）は、ジュゼッペ・アルチンボルドによる絵画。本を積み上げて人物を表現している。歴史学者ヴォルフガング・ラツィウスの肖像画とする説が長く流布していたが、現在ではモデル不明とされている。スウェーデンのスコークロステル城所蔵。

## 作品
神聖ローマ皇帝マクシミリアン2世の公式の肖像画家となったアルチンボルドは、植物や鉱物などを集積して人物を表現する肖像画を多数残している。『司書』もそのひとつで、制作年をめぐっては長く論争があったが、現在ではほとんどの研究者が1569年としている。
もとはプラハ城に所蔵されていたが、1648年のプラハの戦いでスウェーデン軍が接収して現在の場所に移った。アルチンボルドが描いた他の肖像画と同様、『司書』は後世に命名されたタイトルである。
絵のモデルは1957年、美術史家のスヴェン・アルフォンスによって、ヴォルフガング・ラツィウスであるとする研究を発表したが、その後否定され、現在モデルは不明とされている。
『司書』には、スコークロステル城所蔵のもののほかにも、作者不明の三つのバージョンが現存する 。さらに長く真筆とされていたスコークロステル城所蔵の本作自体も、現在はアルチンボルドが描いたものではなく後代の模作と考えられている。

## 評価

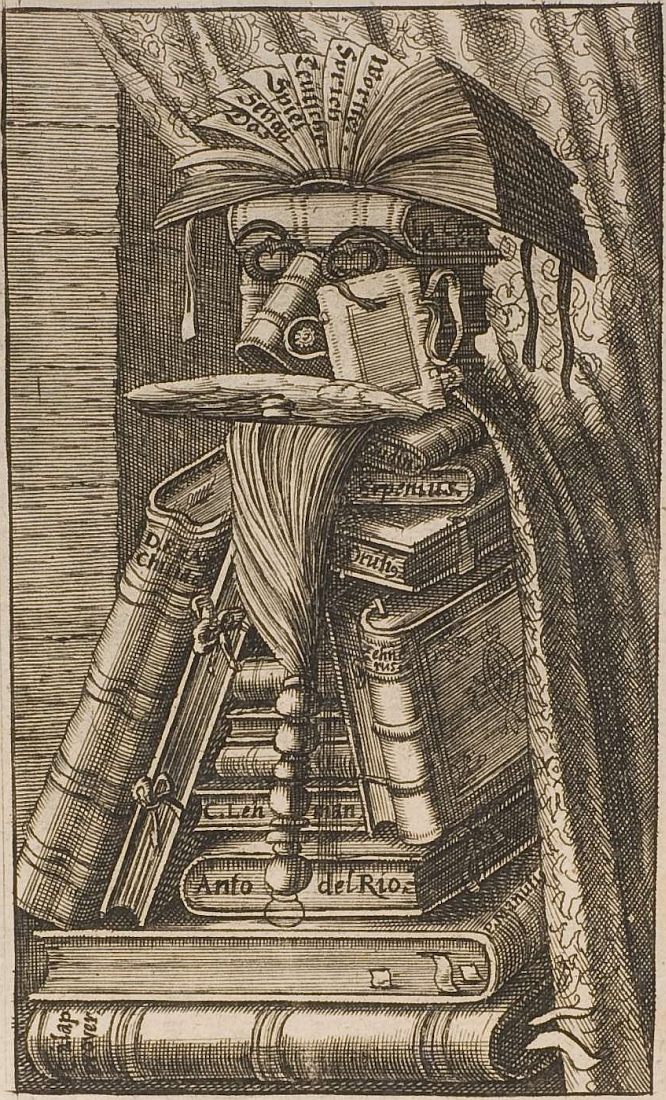
エングレーヴィングによる後世の模作（ゲオルク・フィリップ・ハースデルファー作）

美術史家ベンノ・ガイガーが『司書』について「現代アートに近い作品」と評して以来、本作の近代性は繰り返し指摘されてきた。また『司書』を含む異様な肖像画シリーズについては、グスタフ・ルネ・ホッケなどがシュルレアリスムの先駆的表現を見いだしている。
作品が何を描こうとしているかをめぐって長年議論が続いており、「虚栄心のつよい学者を揶揄している」とか、「本を手に入れて知的であることを誇っているが実際に読むわけではない書物愛好家の風刺」などといった意見が出されてきた。近年では16世紀ドイツの社会史研究をもとに、そうした意地悪な視線よりも、対象となった人物に対する画家の愛情を強調する研究が主流になっている。